# جنگ بزرگ (فیلم ۱۹۵۹)
جنگ بزرگ (به ایتالیایی: La grande guerra) فیلمی ساخته ماریو مونیچلی محصول ۱۹۵۹ ایتالیا است. این فیلم به عنوان برترین فیلم سال ۱۹۵۹ در جشنواره فیلم ونیز انتخاب شد و جایزهٔ شیر طلایی را از آنِ خود کرد. آلبرتو سوردی و ویتوریو گاسمن در نقش‌های اصلی این فیلم ظاهر شده‌اند.

## داستان
موضوع فیلم درباره دو سرباز رمی و میلانی است که طی جنگ ایتالیا و اتریش کشته می‌شوند ولی قرارگاه همرزمانشان را به سپاه اتریش لو نمی‌دهند.
این دو سرباز در طول فیلم بسیار مهربان و دل‌نازک نشان داده شدند و با مرگ این دو سرباز فداکار ایتالیا جنگ را با پیروزی به اتمام می‌رساند. سربازان کشته می‌شوند در حالی‌که درجه‌داران درجات بالاتر می‌گیرند.